# Алматинский ипподром
Алматинский ипподром — ипподром в городе Алматы. Ипподром был открыт в 1930 году.
Является старейшим действующим спортивным сооружением для конного спорта в Казахстане.

## История
Алматинский республиканский ипподром был основан в марте 1930 года. Изначальным месторасположением ипподрома было на «Сенная площадь» («Сенной базар») в квадрате улиц: Илийская (Маметова), Лепинская (Фурманова), Сергиопольская (Тулебаева) и Токмакская. В 1934 году ипподром был объединён с «Государственной заводской конюшней» и был размещён в северной части города на улице Лесной (ныне улица Омарова).
В годы Великой Отечественной войны ипподром не прекращал работу и поставлял лошадей для формирования конных отрядов.
В 1965 году Алматинский ипподром впервые стал местом «Всесоюзных соревнований». К этому событию была проведена реконструкция ипподрома. Впоследствии такие соревнования проходили регулярно (1968, 1970, 1974, 1980, 1982). Парад участников всесоюзных соревнований начинался в городе, и все участники верхом гарцевали по улицам города до самого ипподрома
В 1980 году годах была проведена капитальная реконструкция ипподрома: трибун, скаковых и беговых дорожек, конного двора. Только 2 ипподрома во всём СССР были оснащены не хуже Алматинского — в Пятигорске и Москве..
Расцвет деятельности Республиканского ипподрома в Алматы пришелся на советский период и продлился вплоть до начала 1990-х годов. На ипподроме ежегодно проводились традиционные соревнования на приз «Министерства сельского хозяйства Казахской ССР», конно-спортивные праздники, учебные занятия Республиканской конно-спортивной школы высшего мастерства по национальным конно-спортивным играм.
В 1990-е годы ипподром был выведен из республиканского государственного управления и ведения «Министерства сельского хозяйства» и остался бесхозным. Скачки практически не проводились, конюшни и трибуны приходили в упадок.
В конце 2000 года появились частные конезаводы. Сообщество коневладельцев и конезаводчиков энтузиастов создало «Жокей клуб» и выкупило «Алматинский ипподром». За несколько лет в ходе реконструкции были восстановлены трибуны, скаковая дорожка, реставрирован конный двор, куплены стартовые боксы, построены новые конюшни.
К 2008 году начало экономического кризиса совпало с запретом на тотализатор. «Жокей клуб» разорился, и ипподром был выставлен на торги, где его выкупило ТОО «Тенгри-Инвест». Из-за регулярных отключений света и воды, ветеринарная клиника переехала в другое место.

## Угроза сноса ипподрома и застройки его территории
В 2015 году стало известно, что частный владелец ипподрома решил его снести и построить на его территории торгово-развлекательный комплекс, супермаркет и другие коммерческие объекты. Общественность, горожане, работники ипподрома и люди, занимающиеся конным спортом забили тревогу. Инициативная группа обратилась к Акимату города, Министерству сельского хозяйства и Президенту за помощью, чтобы они помогли сохранить единственный в Казахстане ипподром, предложив государству выкупить его и вернуть в собственность государства.  
Призывы защитников ипподрома были услышаны властями. В целях сохранения ипподрома, являющейся народным достоянием и значимым объектом города, Акимат города Алматы, аким города Ахметжан Есимов принял решение вернуть ипподром в государственную собственность. Решением маслихата города 5-го созыва 41 сессии от 23 июля 2015 года №345 было принято решение о выкупе и восстановлении «Алматинского ипподрома».
Однако уже утвержденный выкуп государством Алматинского ипподрома не состоялся. Спустя две недели после принятого решения в городе сменилось руководство, новый аким города Бауыржан Байбек едва заступив на должность, сразу же отменил решение прежнего акима, тем самым оставив право собственности на ипподром за частным владельцем. Формально заявлялось, что акимат проконтролирует реконструкцию ипподрома, которую якобы выполнит его частный владелец, который недавно собирался снести и застроить территорию ипподрома.
По состоянию на 2022 год, частные собственники ипподрома не приняли никаких действий по его реконструкции. Общественность, горожане, работники ипподрома и люди, занимающиеся конным спортом потребовали от акимат Ерболата Досаева наконец-то выкупить в государственную собственность ипподром, Досаев пообещал дать поручение своему заместителю Арману Кырыкбаеву (бывшему заму.акима Байбека) заняться проблемой, однако Кырыкбаев якобы всегда на совещаниях и не принимает людей выступающих за выкуп ипподрома в госсобственность.

## Основные характеристики
Площадь ипподрома 42 га. Имеет две призовые и 2 рабочие дорожки для верховых и рысистых лошадей, площадку для проведения различных конно-спортивных соревнований и игр, трибуну на 3000 мест. Дорожки для рысистых лошадей имеют искусственное покрытие, которые позволяет проводить тренировки круглый год.
В рамках реконструкции 1980-х годов на ипподроме построена беговая дорожка длиной 2000 метров, ширина 16 метров и глубиной 1,2 метра. Это сложнейшее строительное сооружение, в которое отсыпаны различные материалы — крупные фракции, затем помельче — необходимые для безтравматичного испытания лошадей.
До передачи ипподрома в частную собственность на его территории были расположены и действовали: конюшня на 500 мест, ветеринарная лечебница, бассейн для купания лошадей, кузница, конно-прокатный пункт, гостиница, ресторан «Тулпар», музей коневодства.
Алматинский ипподром — единственный сертифицированный по мировым стандартам ипподром в Казахстане.

## Памятник архитектуры
19 марта 2019 года Алматинскому ипподрому присвоен статус памятника и архитектуры и градостроительства с включением Государственный список памятников истории и культуры местного значения города Алматы.